# PeopleSoft
PeopleSoft je americká softwarová společnost vyrábějící software pro řízení velkých firem. Roku 1987 ji založili Ken Morris a David Duffield ve Walnut Creek v Kalifornii, později se centrála společnosti přesunula do Pleasantonu ve stejném státě. V roce 2005 PeopleSoft koupila firma Oracle, jejíž dceřinou společností od té doby PeopleSoft je.